# Eurofly
A Eurofly é uma linha aérea da Itália, que opera rotas para a África, Ásia e América do Norte a partir de Milão. Alguns de seus aviões são configurados em classe única executiva.

## Frota

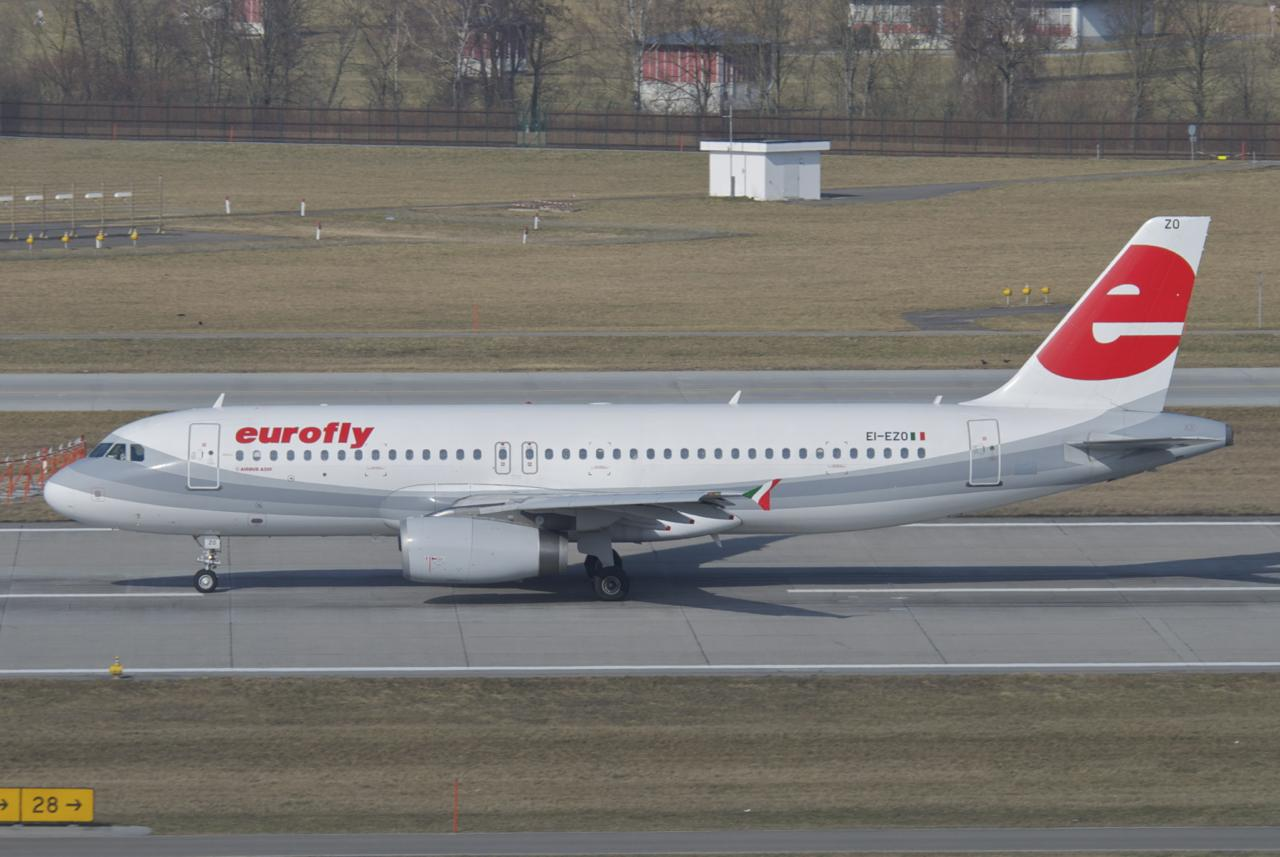
Airbus A320 da Eurofly.

- 9 Airbus A320-200